# Jeune Peinture belge
 (juillet 2013).
Si vous disposez d'ouvrages ou d'articles de référence ou si vous connaissez des sites web de qualité traitant du thème abordé ici, merci de compléter l'article en donnant les références utiles à sa vérifiabilité et en les liant à la section « Notes et références ».
La Jeune Peinture belge est une association artistique belge. Malgré sa brève première existence, elle tient une place majeure dans l'histoire de l'art de l'après-guerre de la Belgique.

## Origine
L'association Jeune Peinture belge est fondée à Bruxelles le 3 juillet 1945, à l'initiative de l'historien et critique d'art Robert Delevoy, créateur et directeur de la galerie Apollo, également animateur des salons Apport, par de jeunes artistes, parmi lesquels le sculpteur Willy Anthoons, les peintres René Barbaix, Gaston Bertrand, Anne Bonnet, Jan Cox, James Ensor, Jack Godderis, Émile Mahy, Marc Mendelson, Charles Pry, Mig Quinet, Rik Slabbinck, Louis Van Lint, Odette Collon, Jean Boquet. James Ensor fut le président d'honneur.
Plus tard, Pierre Alechinsky, Jean Milo, Antoine Mortier, Luc Peire, ainsi que Georges Collignon, Serge Creuz, Jo Delahaut, Edmond Dubrunfaut, Kurt Lewy, Jules Lismonde, Jean Rets rejoindront l'association. 
Avec son objet « Servir l'art belge vivant, sans préjudice d'école et de tendance », la Jeune Peinture belge a encouragé le travail de jeunes artistes belges et permis, tant à l'intérieur de la Belgique qu'à l'étranger, leur participation à d'importantes expositions (Amsterdam, Bordeaux, Buenos Aires, Stockholm, Zurich), favorisant ainsi leur promotion.  
Groupe particulièrement hétérogène, de nombreux styles, du postimpressionnisme aux différents courants de l'art abstrait, (abstractions lyrique, géométrique), y sont représentés.  
En 1948, au décès de René Lust, l'association est dissoute.

## Fondation de l’actuelle Jeune Peinture belge
Deux années après cette dissolution, en 1950, une ASBL la Jeune Peinture belge-Fondation Lust est fondée. C'est le désir de faire connaître les jeunes créateurs qui fut la raison d’exister de cette nouvelle ASBL, relancée par Pierre Crowet, Robert Delevoy encore et d'autres personnalités du monde de l'art de l'époque. Le premier président fut Raymond Delhaye (1950-1961), le secrétaire général étant Robert L. Delevoy. Pierre Crowet fut le second président de 1961 à 1984 et c'est actuellement Roland Gillion Crowet qui dirige la destinée de cette association. Les relations entre le Jeune Peinture belge et le Palais des beaux-arts de Bruxelles (Bozar) furent dès le départ très étroites.

## Prix de la Jeune Peinture belge
Le prix de la Jeune Peinture belge, est un concours biennal qui récompense les artistes âgés de moins de 35 ans pour leurs créations en art plastique. Les candidats doivent être résidents belges depuis au moins un an. C’est un jury international, composé de personnalités reconnues mondialement [réf. nécessaire] dans le domaine des arts plastiques, qui établit une liste d’artistes pouvant participer à l'exposition et qui donne les prix. Depuis 1950, toutes ces expositions se sont déroulées au Palais des beaux-arts de Bruxelles (Bozar). De nombreux artistes, aujourd’hui célèbres, reçurent soit un prix, soit furent exposés par cette ASBL. Actuellement quatre prix sont décernés aux artistes : les prix Crowet, Palais des Beaux-Arts, Langui et ING.
En 2013, le Prix de la Jeune Peinture belge est rebaptisé Young Belgian Art Prize.

## Le comité deJeune Peinture belge ASBL
- Président : Roland Gillion Crowet
- Vice-président : Paul Dujardin
- Vice-président : Amaury de Merode
- Secrétaire général : Philippe D’Haeyere
- Trésorier : Amaury de Merode